# Squirrel Rush
Squirrel Rush (polnischer Originalname: Leśna draka) ist ein Lege- und Brettspiel für bis zu sechs Personen von Krzysztof Matusik. Es erschien 2016 bei dem polnischen Verlag Tailor Games und wurde auf den Internationalen Spieltagen in Essen vorgestellt. Bei dem Spiel übernehmen die Mitspieler die Rolle von Eichhörnchen, die möglichst viele Eicheln sammeln müssen.

## Thema und Ausstattung
Bei dem Spiel handelt es sich um ein Spiel, das auf einem aus einer Kartenauslage gebildeten Spielfeld gespielt wird. Die Spieler sammeln in der Rolle von Eichhörnchen und versuchen, einen möglichst großen Wintervorrat anzulegen.
Das Spielmaterial besteht neben der Spielanleitung aus:
- 30 Lichtungsteile, aus denen das Spielfeld ausgelegt wird,
- sechs hölzernen Spielfiguren,
- sechs Tageskarten,
- 49 Aktionskarten,
- 60 Eichelreserven in den Werten 1, 5 und 10, und
- sechs Karten für Eichelreserven von 30 und 60 Nüssen.

## Spielweise
Zu Beginn des Spiels werden die Lichtungsteile gemischt und danach mit der jeweils hellen Seite nach oben in der Spielmitte ausgelegt. Dabei werden bei einer Spielrunde von zwei bis vier Spielern 16 Karten in einem 4-mal-4-Raster bei einer Spielrunde von bis zu sechs Spielern 20 Karten in einem 4-mal-5-Raster ausgelegt. Die verbleibenden Lichtungsteile werden als Zugstapel abgelegt, sodass auch bei ihnen die helle Seite oben liegt. Drei der Karten vom Zugstapel werden in eine Auslage gelegt. Die Aktionskarten werden ebenfalls gemischt und als verdecktes Deck ausgelegt. Die Tageskarten werden in der Reihenfolge der Zahlenwerte 1 bis 6 sortiert und an den Startspieler gegeben. Die Eichelreserven werden ebenfalls bereitgelegt, danach wählt jeder Spieler eine Spielfarbe und bekommt die jeweilige Spielfigur.
Das Spiel verläuft über sechs Runden, die durch die Tageskarten als Zeitgeber vorgegeben werden. Ausgehend von einem Startspieler spielen die Mitspieler im Uhrzeigersinn nacheinander. In der ersten Runde starten alle Spieler von außerhalb der Lichtung und können ihre Spielfigur an einer beliebigen Stelle am Spielfeldrand auf ein Lichtungsteil platzieren. Der Spieler bekommt die entsprechende Anzahl der auf dem Teil abgebildeten Eicheln. Von diesem Teil kann der Spieler sein Hörnchen auf ein beliebiges horizontal oder vertikal benachbartes Teil ziehen, wenn dort weniger Eicheln liegen, und bekommt auch diese. Der Zug endet, wenn ein Spieler kein benachbartes Teil mehr betreten kann, auf dem weniger Eicheln liegen. Nach seinem Zug dreht der Spieler alle Teile, über die er gegangen ist, auf die dunkle Seite.
Jede weitere Runde beginnt, indem der Startspieler die oberste Tageskarte zur Seite legt. Sobald der sechste Tag anbricht, haben die Spieler nur noch eine Runde Zeit, Eicheln zu sammeln. In jeder Runde bekommen die Spieler nun zu Beginn eine Aktionskarte vom Zugstapel und legen sie offen vor sich ab. Diese Karte kann der Spieler in der Runde einsetzen, muss dies jedoch nicht tun und legt sie in dem Fall ab. Der Spieler zieht sein Eichhörnchen auf ein beliebiges benachbartes Feld seiner aktuellen Position und führt von dort erneut einen Zug aus, indem er jeweils auf benachbarte Teile mit einer geringeren Eichelanzahl zieht und alle auf diese Weise gesammelten Eicheln bekommt.
Das Spiel endet nach der sechsten Runde und der Spieler mit den meisten gesammelten Eicheln gewinnt das Spiel. Haben mehrere Spieler gleich viele Eicheln, gewinnen sie gemeinsam das Spiel.

## Entwicklung und Rezeption
Das Spiel Squirrel Rush wurde von Krzysztof Matusik entwickelt und erschien 2016 bei dem polnischen Verlag Tailor Games in einer polnischen Version als Leśna draka und einer englischen Ausgabe. Es wurde auf den Internationalen Spieltagen 2016 und 2017 in Essen vorgestellt.

## Belege
1. 1 2 3 4 5 6  Spielanleitung Squirrel Rush, englischsprachige Ausgabe 2016
2. ↑  Versionen von Squirrel Rush in der Spieledatenbank BoardGameGeek (englisch); abgerufen am 13. Dezember 2017.